# オルガ・ザベリンスカヤ
オルガ・ザベリンスカヤ（Olga Zabelinskaya、1980年5月10日 - ）は、ロシア、サンクトペテルブルク出身の女子自転車競技（ロードレース）選手。

## 来歴
1980年のモスクワオリンピック・個人ロードレースで優勝した、セルゲイ・スホルチェンコフは実父。
1998年
- ジュニア世界選手権自転車競技大会
  - ポイントレース 2位
  - 個人タイムトライアル(ITT) 2位
  - 個人ロード 2位

2002年
- ヨーロッパ自転車競技選手権大会(U23部門)・ITT 優勝

2006年
- ツール・ド・ロード・シクリスト・フェミナン 区間1勝

2010年
- テューリンゲン・ルントファールト 総合優勝

2012年
- ロシア選手権・ITT 優勝
- ロンドンオリンピック
  -  個人ロード 3位
  -  ITT 3位

2016年
- 2月17日、2014年3月に興奮剤でドーピング検査に陽性反応を示し、18カ月の資格停止とされた処分を受け入れた。2015年9月に処分期間が終わっており、スポーツ仲裁裁判所（ＣＡＳ）への訴えを取り下げることで本人と合意したと国際自転車連合（ＵＣＩ）が明らかにした[1]。